# Kvällsöppet (TV4)
Kvällsöppet är ett svenskt direktsänt debattprogram på TV4 med Thomas Ritter som programledare.
Programmet började sändas 19 april 2007, då som Kvällsöppet med Ekdal & Hakelius, eftersom Lennart Ekdals bisittare i programmet var Johan Hakelius. Våren 2008 ersattes Hakelius av Alex Schulman som samma höst byttes ut mot Marcus Birro och Belinda Olsson, varvid programmet bytte namn till Kvällsöppet med Ekdal Till våren 2011 blev det klart att Marcus Birro skulle bli ny programledare till hösten.
En ny säsong under namnet Kvällsöppet med Birro skulle starta den 19 oktober 2011. Den 3 oktober samma år fick Birro lämna programledarskapet, sedan han offentligt kandiderat till partiledare för Kristdemokraterna. Den 10 oktober 2011 blev det klart att Thomas Ritter tar över programmet. Bisittare till Thomas Ritter är Cissi Wallin och Henrik Torehammar.